# Departamento de Ayacucho (kommun i Argentina)
Departamento de Ayacucho är en kommun i Argentina.   Den ligger i provinsen San Luis, i den centrala delen av landet, 800 km väster om huvudstaden Buenos Aires. Antalet invånare är 19 087. Arean är 9,7 kvadratkilometer.
Terrängen i Departamento de Ayacucho är platt.
Omgivningarna runt Departamento de Ayacucho är i huvudsak ett öppet busklandskap. Runt Departamento de Ayacucho är det mycket glesbefolkat, med 2 invånare per kvadratkilometer.